# Inés Rey
Pour l’article homonyme, voir Rey.
Rey  García est un nom espagnol. Le premier nom de famille, en général paternel, est Rey ; le second, en général maternel, souvent omis, est García.
Inés Rey García, née le 11 juillet 1982 à La Corogne, est une femme politique espagnole membre du Parti socialiste ouvrier espagnol (PSOE). Elle est maire de La Corogne depuis le 15 juin 2019.

## Formation
Inés Rey García naît le 11 juillet 1982 à La Corogne. Elle étudie le droit à l'université de La Corogne, où elle a notamment pour enseignant Xulio Ferreiro. Elle devient avocate en droit pénal après avoir envisagé une carrière d'hôtesse de l'air ou dans la Garde civile. Dans ce dernier cas, elle n'atteignait pas la taille minimum requise.

## Politique
En 2001, à l'âge de 19 ans, Inés Rey adhère au Parti socialiste ouvrier espagnol (PSOE). Elle assiste deux ans plus tard à son premier meeting, donné par le maire socialiste de La Corogne Paco Vázquez. Elle rejoint ensuite sa liste, occupant une position non-éligible qui se répète quatre ans plus tard.
Lors des élections générales anticipées du 26 novembre 2011, elle postule pour figurer sur la liste socialiste pour le Congrès des députés, mais est finalement désignée pour se présenter au Sénat. Elle est initialement investie à la première place, mais doit finalement la céder au maire de La Corogne Javier Losada, qui sera seul élu.

## Maire de La Corogne

### Vainqueure des primaires
Bien que n'ayant jamais exercé aucune responsabilité politique ou exécutive, Inés Rey se présente en 2018 aux primaires de la section socialiste de La Corogne afin de désigner la tête de liste du parti aux élections municipales du 26 mai 2019. Lors du premier tour le 18 novembre, elle arrive en deuxième position avec 96 voix sur 392, soit 24,5 % des voix. Elle se place ainsi derrière le porte-parole du groupe municipal José Manuel García qui se trouve contraint à un second tour contrairement à ses attentes.
Elle remporte l'investiture du PSOE une semaine plus tard, le 25 novembre, après avoir réuni 215 suffrages sur 403, contre 178 pour García et dix bulletins blancs.

### Élection à la mairie
Le jour du scrutin, la liste du Parti socialiste remporte neuf élus, soit trois de plus que lors du scrutin de 2015. Bien qu'elle soit devancée par celle du Parti populaire (PP) de 399 voix, ce dernier recueille le même nombre d'élus. Le PSOE devance ainsi la Marea Atlántica du maire Xulio Ferreiro et semble capable de reprendre la mairie au moyen d'alliances.
Lors de la session constitutive municipale du 15 juin suivant, Inés Rey est investie maire de La Corogne par 17 voix sur 27, ayant reçu le soutien de la Marea et du Bloc nationaliste galicien (BNG). Malgré cet appui, elle gouverne en minorité, comptant même un élu de moins que Ferreiro sous le mandat précédent, et appelle donc « aux accords et à l'amabilité »,.
Lors des élections municipales du 28 mai 2023, le PP remporte 12 sièges contre 11 pour le PSOE et 4 pour le BNG. Le 17 juin suivant, Inés Rey est réélue maire en obtenant 15 voix sur 27 grâce à un nouvel accord avec le BNG.
Le 3 juillet 2021, une agression homophobe perpétrée par cinq à dix jeunes cause la mort de Samuel Luiz, qui secoue l'Espagne. Les auteurs seront condamnés à de lourdes peines de prison pour meurtre. Le 24 février 2025, deux Sénégalais, à l'époque en situation irrégulière, qui ont risqué leur vie pour protéger la victime qu'ils ne connaissaient pas reçoivent le titre honorifique de « fils adoptifs » de La Corogne et sont personnellement salués par Inés Rey et reçoivent un titre de séjour en reconnaissance de leur héroïsme .